# Костин, Ион
Ион Т. Костин (рум. Ion T. Costin; 19 января 1887, Гидигич, Бессарабская губерния, Российская империя — 12 января 1940, Бухарест) — молдавский и румынский юрист, редактор, политический, общественный и государственный деятель. Примар Кишинёва (1933—1937). Член Сфатул Цэрий (1917—1918). Сенатор Румынии.

## Биография
В 1911 году окончил Ясский университет. Дипломированный юрист. Работал адвокатом в Тулче. Член директората Молдавской демократической республики.
В 1917—1918 годах входил в состав Сфатул Цэрий. Голосовал за присоединение Бессарабии к Румынии.
В 1917—1918 годах был генеральным директором (министром) внутренних дел впервом правительстве Молдавской демократической республики П. В. Ерхага и правительства Думитру Чугуряну.
Заместитель, затем Примар (мэр) Кишинёва (1933—1937). За два года руководства городом, сумел получить средства на ремонт дорог, обустройство сквера у Центрального кладбища на улице Армянской, на издание книг, отражающих историческое прошлое Кишинева. Он был первым мэром, решившим отпраздновать 500-летие города в 1936 году.
Член Сената Румынии.
В 1935 году основал в Кишинёве газету «Gazeta Basarabiei» и был директором этого издания до самой смерти. Редактировал газету «Sfatul Țării».
Умер в Бухаресте, был похоронен в Кишинёве.